# Alfred Mosher Butts
Alfred Mosher Butts (Poughkeepsie, Nova Iorque, 13 de abril de 1899 - Rhinebeck, 4 de abril de 1993) foi um arquiteto norte-americano, famoso por inventar o jogo de tabuleiro Scrabble, em 1938.

## Biografia
Alfred Mosher Butts nasceu em Poughkeepsie, Nova Iorque, em 13 de abril de 1899, e seus pais eram Allison Butts e Arrie Elizabeth Mosher. Seu pai era um advogado e sua mãe uma professora do ensino médio. Alfred frequentou a Poughkeepsie High School e se formou em 1917. Ele também era um artista amador e seis de seus desenhos foram adquiridos pelo Museu Metropolitano de Arte.

## Scrabble
No início dos anos 1930, depois de trabalhar como um arquiteto, mas agora desempregado, Butts decidiu projetar um jogo de tabuleiro. Ele estudou os jogos existentes e descobriu que os jogos podiam ser classificados em três categorias: jogos de números, tais como dados e bingo; jogos de movimento, como xadrez e damas; e os jogos de palavras, como as palavras cruzadas. Na época Butts residia em Jackson Heights, Nova York, e foi lá que o jogo de Scrabble foi inventado. Para lembrar a importância da invenção do deste jogo de Butts, há uma avenida e uma rua em Jackson Heights cujas placas são estilizadas utilizando letras do Scrablle, com os valores das letras subscritas.
Butts decidiu criar um jogo que utilizou tanto a sorte quanto habilidade, combinando elementos de jogo de palavras cruzadas, um passatempo muito popular da década de 1920. Jogadores utilizaram sete peças com letras e tentariam formar palavras com as peças em um tabuleiro. A chave para o jogo foi a análise do idioma inglês feito por Butts. Ele estudou a página principal do The New York Times para calcular a frequência com que cada letra do alfabeto era utilizada. Ele então usou a frequência de cada letra para determinar quantos ele utilizaria em cada partida.
Butts inicialmente chamado o jogo de Lexiko, todavia, mais tarde mudou o nome para Criss Cross e começou a procurar um comprador. Os fabricantes de jogos que ele entrou em contato rejeitaram a ideia, mas Butts foi persistente. Posterior ele conseguiu vender os os direitos para o empresário James Brunot que fez alguns pequenos ajustes ao projeto e renomeou o jogo para Scrabble.
Em 1948, o jogo foi registrado e então James Brunot e sua esposa transformaram uma escola abandonada em Dodgingtown, Connecticut, em uma fábrica do Scrabble. No início eles tiveram prejuízo, no entanto, com o passar do tempo o jogo foi ganhando popularidade, com crescentes pedidos da loja de departamentos Macy's. Em 1952, os Brunots não conseguiam mais atender a demanda e licenciaram o fabricante do jogo Selchow e Righter para comercializar e distribuir o jogo. Cento e cinquenta milhões de aparelhos já foram vendidos em todo o mundo e cerca de dois milhões são vendidos a cada ano somente na América do Norte.